# La Baleine
La Baleine ist eine französische Gemeinde mit 106 Einwohnern (Stand 1. Januar 2022) im Département Manche in der Region Normandie. Sie gehört zum Arrondissement Coutances und zum Kanton Quettreville-sur-Sienne. 
Nachbargemeinden sind Hambye im Norden, Gavray-sur-Sienne im Osten und Süden sowie Saint-Denis-le-Gast im Westen. 

## Bevölkerungsentwicklung
| Jahr      | 1962 | 1968 | 1975 | 1982 | 1990 | 1999 | 2008 | 2018 |
| --------- | ---- | ---- | ---- | ---- | ---- | ---- | ---- | ---- |
| Einwohner | 170  | 177  | 153  | 144  | 121  | 118  | 93   | 96   |

## Sehenswürdigkeiten

Kirche Saint-Pierre

- Kirche Saint-Pierre